# Lookout Mobile Security
Lookout Mobile Security ist ein US-amerikanisches Unternehmen, das sich auf die Sicherheit von Smartphones und Tablets spezialisiert hat und mobile Sicherheitslösungen für Android und iOS anbietet. Das Unternehmen mit Sitz in San Francisco hat 20 Millionen Nutzer in 400 Mobilfunknetzen und 170 Ländern weltweit.

## Geschichte
Bereits 2005 hatte John Hering auf die Gefahr hingewiesen, Mobiltelefone ausspähen zu können, und dazu bei der Oscar-Verleihung in Los Angeles zahlreiche Handys Prominenter gehackt. 2007 gründete er zusammen mit seinen College-Freunden Kevin Mahaffey und James Burgess das auf mobile Sicherheit spezialisierte Unternehmen Flexilis, aus dem 2009 Lookout hervorging.
Derzeit (2012) hat Lookout mehr als 250 Mitarbeiter und 46 Millionen Nutzer weltweit. 
John Hering, Gründer und CEO von Lookout, wurde von der amerikanischen Fachpublikation Venture Beat als einer der „10 Disruptive Individuals Reshaping the Mobile Industry“ vorgestellt.

## Produkte und Dienstleistungen
- Lookout Security & Antivirus[5]
- Lookout für iOS[6]
- Ad Network Detector[7]
- Mobile Threat Tracker:[8]
- Plan B[9]
- Stagefright Detector[10]

## Investoren und Partnerschaften
In mehreren Finanzierungsrunden sammelte Lookout 75 Mio. US-Dollar von den Investoren Accel Partners, Index Ventures, Khosla Ventures und Trilogy Equity Partners ein. Den größten Teil steuerte mit 40 Mio. US-Dollar Netscape-Gründer Andreesen Horowitz bei.
Im April 2012 schlossen Lookout und die Deutsche Telekom eine strategische Partnerschaft. Zusammen wollen sie Anwendungen zum Schutz mobiler Geräte entwickeln und vertreiben. Im Zuge der Kooperation wird die Telekom auch die App Lookout Mobile Security ihren Kunden in Europa zur Verfügung stellen. Seit Dezember 2012 wird die App auf allen Geräte bei der Telekom vorinstalliert.